# しま丸
しま丸は、フジフェリーが運航していたフェリー。後に関西汽船でフェリーくろしおとして就航した。

## 概要
フジフェリーの松阪 - 名古屋 - 東京航路開設にあたって、いせ丸とともに林兼造船下関造船所で建造され、1973年12月13日に竣工した。松阪港の整備の遅れなどから航路開設が遅延したため、日本沿海フェリーに傭船され、1974年10月まで東京 - 苫小牧航路で運航された後、1974年10月17日、フジフェリーに戻り東京 - 松阪航路に就航した。
1977年12月15日、大阪商船三井船舶に売却され、1978年2月、尾道造船（尾道）で改装、7,060 トン
1978年3月、関西汽船の沖縄航路のフェリー化のために傭船され、フェリーくろしおとなり、阪神 - 奄美 - 那覇航路に就航した。
1980年10月25日、大洋フェリーに売却。
1982年8月20日関西汽船に売却。
1982年来島どっくに売却。
1988年来島興産に移籍。
1990年11月、さんふらわあ、さんふらわあ2、くるしま7、くいーんふらわあ2とともに22億5千万円で来島興産から関西汽船に売却された。
1998年3月、沖縄航路の廃止により、引退した。
1998年、ギリシャのExpress Seatrailersに売却され、SEATRAILERとなり、コリントス - ポルト - マグヘラ航路で運航された。
1999年、 Minoan Flying Dolphinsに売却され、パトラ - ポルト - マグヘラ航路で運航された。
2001年には、再びコリント - ポルト - マグヘラ航路で運航された。
2002年6月、運航から外れエレウシスで係船された。
2003年9月、スクラップとしてインドに売却され、SEATRAILに改名されて回航された後、解体された。

## 設計
いせ丸の同型船である。

## 船内

### 船室
- 特等室（2名×6室）[3] - 12名
- 1等洋室（6名×14室） - 84名
- 1等和室（4名×16室） - 64名
- 2等室 - 460名
- ドライバー室 - 72名

### 設備
プロムナードデッキ
- 展望喫茶室

Aデッキ
- エントランスホール
- 案内所
- エントランス
- ラウンジ
- ゲームコーナー
- レストラン
- 売店
- 浴室
- 2等室
- 1等室
- 特等室

Bデッキ
- 2等寝台
- 浴室